# Мохо-оаху
Мохо-оаху, или оахский мохо, или оох Оаху, или оахский гавайский медосос, или гавайский медосос (лат. Moho apicalis) — вымершая певчая птица семейства гавайских медососов, эндемик Гавайев.

## Описание
Самцы достигали длины 30,5 см. Длина крыльев составляла от 10,5 до 11,4 см, клюв длиной от 3,5 до 3,8 см. Самки были меньше самцов. Оперение было преимущественно чёрное. Перья хвоста были коричневого цвета с белыми вершинами, за исключением двух средних перьев. Туловище по бокам и подхвостье были жёлтого цвета. Клюв и ноги были чёрные. Об образе жизни и поведении ничего не известно.

## Распространение
Местом обитания птицы были горные леса Оаху.

## Вымирание
Когда Джон Гульд впервые описывал этот вид в 1860 году, он уже считался вымершим. В 1837 году немецкий натуралист Фердинанд Деппе собрал 3 экземпляра этого вида в холмах за столицей Гонолулу. Это стало последним доказательством. После безуспешных экспедиций с 1880 по 1890 годы под руководством орнитолога Роберта Кирила Лейтона Перкинса вид был объявлен вымершим. Сегодня 7 экземпляров птиц находятся в музейных коллекциях Берлина, Нью-Йорка, Лондона и Кембриджа (Массачусетс). Причинами вымирания, вероятно, стали заболевания птиц, переносчиками которых были москиты, выкорчёвывание леса, интродукция крыс, уничтожение растительности крупным домашним рогатым скотом и домашними козами, а также охота.